# 多讷西
多讷西（法語：Dornecy，法語發音：[dɔʁnəsi]）是法国涅夫勒省的一个市镇，位于该省东北部，属于克拉姆西区。

## 地理
多讷西（47°26'10"N, 3°35'4"E）面积17.35 平方千米，位于法国勃艮第-弗朗什-孔泰大區涅夫勒省，该省份为法国中部省份，北至约讷省，西北接卢瓦雷省，西接谢尔省，南至阿列省，东南接索恩-卢瓦尔省，东临科多尔省。
与多讷西接壤的市镇（或旧市镇、城区）包括：阿涅尔苏布瓦、约讷河畔利谢尔、阿尔姆、布雷沃、舍夫罗什、约讷河畔维利耶。

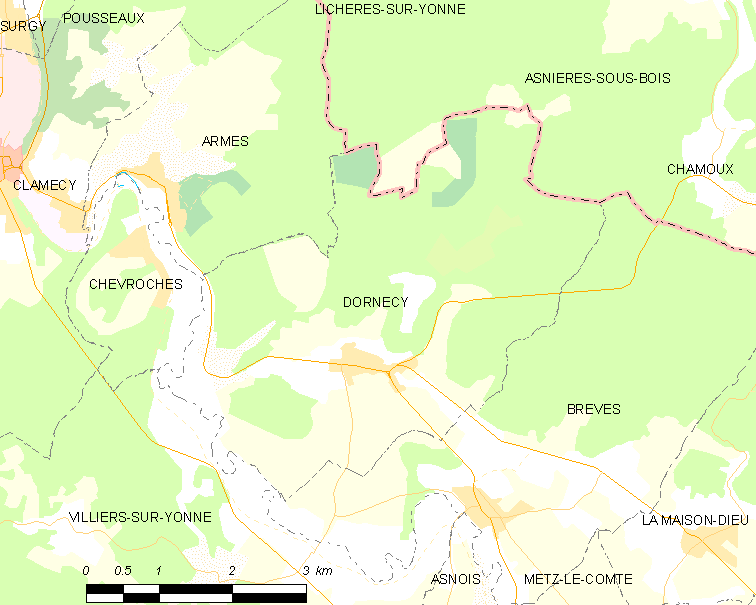
多讷西的OSM定位图

多讷西的时区为UTC+01:00、UTC+02:00（夏令时）。

## 行政
多讷西的邮政编码为58530，INSEE市镇编码为58103。

## 政治
多讷西所属的省级选区为克拉姆西县。

## 人口

1962-2008年间多讷西人口变化图示

多讷西于2022年1月1日时的人口数量为457人。